# Distrito de Uroševac
O Distrito de Uroševac (em albanês:  Rajoni i Ferizajt; em sérvio:  Урошевачки округ, Uroševački okrug) é um distrito do Kosovo, sua capital é a cidade de Ferizaj. 

## Muncípios
O distrito de Peć está subdividido em 3 municípios:
- Ferizaj
- Kačanik
- Štimlje
- Elez Han
- Štrpce